# Mesoregion Zentral-Goiás
Zentral-Goiás (portugiesisch: Central Goiano) war eine von fünf intern-geostatistischen Mesoregionen im brasilianischen Bundesstaat Goiás von 1989 bis 2017. Sie gehörte nicht zu den Verwaltungseinheiten Brasiliens und wurde 2017 durch eine andere Regionaleinteilung ersetzt. Sie war umgeben von den Mesoregionen Nord-Goiás, Ost-Goiás, Süd-Goiás und Nordwest-Goiás und umfasste 82 Gemeinden (portugiesisch municípios), welche sich in den fünf Mikroregionen gruppierten:
| Mikroregion       | Karte | Gemeinden              | Gemeinden                  |
| ----------------- | ----- | ---------------------- | -------------------------- |
| Anápolis          | Karte | Anápolis               | Araçu                      |
| Anápolis          | Karte | Brazabrantes           | Campo Limpo de Goiás       |
| Anápolis          | Karte | Caturaí                | Damolândia                 |
| Anápolis          | Karte | Heitoraí               | Inhumas                    |
| Anápolis          | Karte | Itaberaí               | Itaguari                   |
| Anápolis          | Karte | Itaguaru               | Itauçu                     |
| Anápolis          | Karte | Jaraguá                | Jesúpolis                  |
| Anápolis          | Karte | Nova Veneza            | Ouro Verde de Goiás        |
| Anápolis          | Karte | Petrolina de Goiás     | Santa Rosa de Goiás        |
| Anápolis          | Karte | São Francisco de Goiás | Taquaral de Goiás          |
| Anicuns           | Karte | Adelândia              | Americano do Brasil        |
| Anicuns           | Karte | Anicuns                | Aurilândia                 |
| Anicuns           | Karte | Avelinópolis           | Buriti de Goiás            |
| Anicuns           | Karte | Firminópolis           | Mossâmedes                 |
| Anicuns           | Karte | Nazário                | Sanclerlândia              |
| Anicuns           | Karte | Santa Bárbara de Goiás | São Luís de Montes Belos   |
| Anicuns           | Karte | Turvânia               |                            |
| Mikroregion Ceres | Karte | Barro Alto             | Carmo do Rio Verde         |
| Mikroregion Ceres | Karte | Ceres                  | Goianésia                  |
| Mikroregion Ceres | Karte | Guaraíta               | Guarinos                   |
| Mikroregion Ceres | Karte | Hidrolina              | Ipiranga de Goiás          |
| Mikroregion Ceres | Karte | Itapaci                | Itapuranga                 |
| Mikroregion Ceres | Karte | Morro Agudo de Goiás   | Nova América               |
| Mikroregion Ceres | Karte | Pilar de Goiás         | Rialma                     |
| Mikroregion Ceres | Karte | Rianápolis             | Rubiataba                  |
| Mikroregion Ceres | Karte | Santa Isabel           | Santa Rita do Novo Destino |
| Mikroregion Ceres | Karte | São Luíz do Norte      | São Patrício               |
| Mikroregion Ceres | Karte | Uruana                 |                            |
| Goiânia           | Karte | Abadia de Goiás        | Aparecida de Goiânia       |
| Goiânia           | Karte | Aragoiânia             | Bela Vista de Goiás        |
| Goiânia           | Karte | Bonfinópolis           | Caldazinha                 |
| Goiânia           | Karte | Goianápolis            | Goiânia                    |
| Goiânia           | Karte | Goianira               | Guapó                      |
| Goiânia           | Karte | Hidrolândia            | Leopoldo de Bulhões        |
| Goiânia           | Karte | Nerópolis              | Santo Antônio de Goiás     |
| Goiânia           | Karte | Senador Canedo         | Terezópolis de Goiás       |
| Goiânia           | Karte | Trindade               |                            |
| Iporá             | Karte | Amorinópolis           | Cachoeira de Goiás         |
| Iporá             | Karte | Córrego do Ouro        | Fazenda Nova               |
| Iporá             | Karte | Iporá                  | Israelândia                |
| Iporá             | Karte | Ivolândia              | Jaupaci                    |
| Iporá             | Karte | Moiporá                | Novo Brasil                |